# Јефтимије Вукадиновић
Јефтимије Вукадиновић (Силбаш, 20. јануар 1833 — Земун, 4/17. април 1906) био је земунски прота и књижевник. 

## Биографија
Родио се у сиромашној породици, отац му је био ковач. Завршио је основну школу у родном месту, а потом гимназију у Врбасу, Баји и Осјеку. Седми и осми разред завршио је у Пешти и увек се истицао као одличан ученик. Потом је у Карловцима завршио богословију, ту се упознао и спријатељио са Ђорђем Бранковићем потоњим српским патријархом и Светозаром Поповићем потоњим темишварским владиком, познатијим као Никанор Поповић. По завршеној богословији био је учитељ у Каћу, одакле се сели у Нови Сад, где је био учитељ у српској гимназији од 1847. до 1863. године, предавајући историју и латински језик. У овом периоду ступио је у свештенички чин и 1860. произведен је за ђакона. Две године након тога напустио је Нови Сад и постављен је за администратора парохије у Мошорину, а потом и за пароха у Врбасу. За проту у Земуну изабран је 2. априла 1871. године, после смрти проте Аврама Живановића и од оснивања протопрезвитерата у Земуну био је најдуже у тој служби, пуних 35 година.

## Период у Земуну
У Земуну је наишао на доста тешкоћа, борба између тадашње клерикалне и народне странке узимала је маха. Прота Вукадиновић је био по опредељењу народњак, који су у том тренутку били већина у Земуну. Због свог става сукобио се са Германом Анђелићем, који ће 1881. бити именован за патријарха и њихови односи никада неће бити пријатељски.
По својој нарави прота Вукадиновић био је благ и питом човек, непријатељ политичких страсти, био је човек дубоке религиозности без клерикализма, за који је говорио да броји колико човек иде у цркву и колико се пута крсти, а не води бригу о уверењу и поштењу човека. Због тога није био активни учесник у свим политичким борбама које су се дешавале у Земуну у периоду 1871-1886, али је увек био на страни народа када је требало одабрати. 
Када је Ђорђе Бранковић изабран за патријарха, прота Вукадиновић је био у избору за темишварског владику, али је уместо њега изабран Светозар Поповић. Прота Вукадиновић је веровао да је Ђорђе Бранковић осујетио његов избор за владику. 
Прота Вукадиновић јако је волео књижевност, написао је и књигу Одбрана православља, затим Молитвеник за потребу православних Српкиња и издао Духовне беседе.
Био је јако цењен као прота у Земуну, исто тако као књижевник веома је поштован у Матици српској. Био је више пута биран за члана књижевног одељења. Краљ Александар Обреновић одликовао га је командирским крстом ордена Светог Саве 1902. године. Био је и члан архидијецезалне конзисторије и управник српских верских школа у Земуну. Једном, у ванредним приликама, био је и председник српске црквене општине. 
Био је јако паметан и класично образован човек, познавао је историју, старе писце и књижевност. Осим српског језика говорио је мађарски, немачки и латински, разумео је и старогрчки, као и књижевност ових језика. Познавао је и француске енциклопедисте, Русоа и његов утицај на период после Француске револуције.
Као свештеник био је либералан и широког погледа. Преминуо је у Земуну 1906. године. 